# Castianeira formosula
Castianeira formosula là một loài nhện trong họ Corinnidae.
Loài này thuộc chi Castianeira. Castianeira formosula được Eugène Simon miêu tả năm 1910.